# Brug 2388
Brug 2388 is een bouwkundig kunstwerk in Amsterdam Nieuw-West.
In 1993 werd gebouwd aan een buurtje in de zuidwest punt van Nieuw-Sloten. Het was eeuwenlang agrarisch of tuinbouwgebied in de 19e eeuw behorend tot de gemeente Sloten. In 1921 werd die gemeente opgeslokt door Gemeente Amsterdam, maar tuinbouw in kassen zou nog tot in de jaren tachtig plaatsvinden. In 1993 kwam hier een haakvormige straat te liggen genaamd Kortrijk, naar de Belgische plaats Kortrijk. Het werd een waterrijk wijkje dat voor 75 % wordt omringd door de water, terwijl ook midden in de wijk sloten liggen. Er kwamen eengezinswoningen ontworpen door architect Gunnar Daan, die het omschreef als waterwoonwijkje.
Om toegang te verkrijgen tot de buurt werden drie bruggen aangelegd. Brug 1861 en Brug 1862 zijn uitsluitend voor voetgangers en fietsers, brug 2388 voor overige verkeer. Dit houdt in dat gemotoriseerd verkeer alleen door middel van deze brug het wijkje in of uit kan. Vandaar dat bij de brug een verkeersbord staat voor het aangeven van doodlopende weg. Bijzonder aan de brug is dat zij slechts aan één kant een leuning heeft, terwijl er aan twee kanten water ligt. Ten tijde van de bouw van de wijk was er sprake van een verbindingsdam, brugnummer 2388 wijst op latere ombouw naar een brug.